# Brookville (Pensilvânia)
Brookville é um distrito localizado no estado norte-americano de Pensilvânia, no Condado de Jefferson.

## Demografia
Segundo o censo norte-americano de 2000, a sua população era de 4230 habitantes. 
Em 2006, foi estimada uma população de 4060, um decréscimo de 170 (-4.0%).

## Geografia
De acordo com o United States Census Bureau tem uma área de 
8,3 km², dos quais 8,3 km² cobertos por terra e 0,0 km² cobertos por água. Brookville localiza-se a aproximadamente 388 m acima do nível do mar.

## Localidades na vizinhança
O diagrama seguinte representa as localidades num raio de 24 km ao redor de Brookville. 